# لنسادورن
لنسادورن (به انگلیسی: Llansadwrn) یک منطقهٔ مسکونی در بریتانیا است که در کارمارتنشر واقع شده‌است. لنسادورن ۵۱۷ نفر جمعیت دارد.